# Guillermo Mason
Guillermo Roberto Mason fue un marino argentino nacido en Inglaterra que participó de la Guerra del Brasil y las Guerras civiles argentinas.

## Biografía
El entonces teniente coronel Guillermo Mason se desempeñó desde mayo de 1821 a principios de junio de ese mismo año como gobernador de las Islas Malvinas.
Desatada la Guerra del Brasil que enfrentó a la República Argentina con el Imperio del Brasil a raíz de la invasión de la Banda Oriental, Mason fue uno de los principales comandantes de la naciente escuadra republicana.

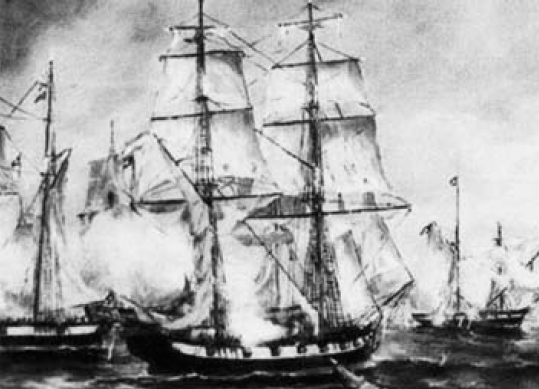
Batalla de Juncal.

El 26 de diciembre de 1826 al mando de la sumaca Uruguay formó parte de la escuadra argentina que con quince buques partió hacia el Río Uruguay para enfrentar a la Tercera División Naval Imperial, con diecisiete navíos al mando del capitán de Fragata Jacinto Roque de Sena Pereira. En la batalla final de la campaña, librada en Juncal los días 8 y 9 de febrero de 1827, la escuadra argentina derrotó completamente a la brasilera.
En la segunda jornada del combate, Francisco José Seguí, al mando del Bergantín Balcarce, se lanzó sobre el Bergantín Dona Januária y le causó tales averías que la embarcación estaba pronta a zozobrar. El comandante brasilero Sena Pereira ordenó a la pequeña goleta Vitoria de Colonia remolcar el bergantín, pero la sumaca Uruguay tomó posición impidiéndolo, tras lo que el buque imperial fue capturado.

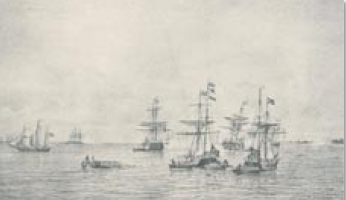
Combate de Monte Santiago.

El 7 y 8 de abril de 1827 en el duro Combate de Monte Santiago, donde la escuadra argentina sufrió grandes pérdidas, estuvo al mando de la Barca Congreso. Su segundo era el teniente Jorge Luis Love, y completaban su oficialidad los subtenientes Carlos Rools y Enrique Wilbrod, el cirujano Juan Bisset Baylie, el contador Alejandro Livigstone, tres pilotines, el aspirante Guillermo R. Mason y el contramaestre Grif Jones.
Habiendo varado en el banco de Monte Santiago el Bergantín República y el Bergantín Independencia quedaron bajo fuego de dieciséis naves de la flota brasilera, sin más apoyo que el de la Goleta Sarandí y la Barca Congreso. No obstante, esta última recibió la orden de Brown de retirarse para reducir las pérdidas ante lo que era una inevitable derrota.
El 19 de abril de 1837, Mason había ingresado al servicio de la Armada Confederada Perú-Boliviana con el rango de teniente 1.º. En esos momentos la Confederación Perú-Boliviana, liderada por el protector Andrés de Santa Cruz, se encontraba en guerra con la República de Chile y con los peruanos que eran contrarios a la Confederación.
A finales de 1838 Santa Cruz se hallaba sin fuerzas navales para hacerle frente a la escuadra chilena, luego de que esta destruyera o capturara sus buques de guerra en varias acciones poco afortunadas para él. Por esta razón organizó en el puerto del Callao, con ayuda de particulares, una escuadrilla de corsarios para hacer frente nuevamente a los chilenos en el mar. En un principio se logró equipar y tripular dos buques, el primero era la corbeta Edmond bajo el mando del marino y aventurero francés Juan Blanchet, que además hacia de jefe de la flotilla, y la segunda era la goleta Perú que quedó bajo el mando de Mason.
El 24 de noviembre estos dos buques con el apoyo de tres lanchas cañoneras y algunos botes armados atacaron a la escuadrilla chilena que bloqueaba el Callao. Esta escuadrilla chilena era mandada por el capitán de fragata Santiago Jorge Bynnon y estaba compuesta por el bergantín Aquiles (insignia) y las goletas Janequeo y Colo Colo. El ataque no dio los resultados esperados, pero al siguiente día Bynnon se retiró del Callao por la precariedad y falta de elementos que sufrían sus buques.
Aprovechando esta circunstancia, el 28 de noviembre ambos buques salieron de su fondeadero con el objetivo de recorrer la costa norte del Perú hasta Paita en busca de transportes u buques de guerra chilenos aislados. El 30 de noviembre apresaron en el puerto de Supe al bergantín peruano Arequipeño de 6 cañones, y al día siguiente apresaron en las costas de Samanco a dos transportes chilenos; la fragata Saldivar y el bergantín San Antonio, pero para suerte de los chilenos esos dos buques navegaban sin tropas o pertrechos útiles por lo que al no haber nada que tomar y no disponer los corsarios de gente para tripularlos, los incendiaron. El 5 de diciembre en Santa, se topó con la división naval chilena mandada por el capitán de navío Roberto Simpson y con la de Bynnon que le venía siguiendo los pasos. Por muy poco Blanchet y Mason lograron huir de ellos gracias a la noche y al superior andar de sus buques y fondear en el Callao el 15 de diciembre.
En los primeros días de enero de 1839, la flotilla corsaria volvía a salir hacia el norte para atacar a las embarcaciones chilenas. Esta vez salían con más buques para ese propósito, siendo las nuevas unidades el bergantín Arequipeño, apresado anteriormente, y la barca Mejicana, que había sido recientemente armada para el corso y puesta bajo el mando de Mason. Pero esta vez serían definitivamente derrotados por Simpson el 12 de enero en el combate naval de Casma, donde Blanchet cayó muerto y el Arequipeño fue recuperado, mientras que el resto de la flota huyó maltrecha hacia el Callao poniendo con esto punto final a sus actividades corsarias y al desarme de sus buques restantes.
Durante la Campaña naval de 1841 (Guerra Grande), Mason sirvió al mando de la goleta de 3 cañones Palmar en la escuadra riverista a las órdenes de John Halstead Coe enfrentando a su antiguo comandante Brown. Tras el combate del 14 de agosto de 1841, mientras la escuadra riverista se recuperaba, la Palmar abandonó Montevideo acompañada de un patacho y se pasó a la escuadra argentina.